# Ptyas
Genre
Synonymes
- Zaocys Cope, 1860

Ptyas est un genre de serpents de la famille des Colubridae.

## Répartition
Les espèces de ce genre se rencontrent en Asie du Sud-Est, en Asie de l'Est et en Asie du Sud.

## Description
Ce sont les plus grands représentants de cette famille : ils peuvent atteindre jusqu'à 3,70 m de long.

## Liste des espèces
Selon The Reptile Database (27 juillet 2012) :
- Ptyas carinata (Günther, 1858)
- Ptyas dhumnades (Cantor, 1842)
- Ptyas dipsas (Schlegel, 1837)
- Ptyas fusca (Günther, 1858)
- Ptyas korros (Schlegel, 1837)
- Ptyas luzonensis (Günther, 1873)
- Ptyas mucosa (Linnaeus, 1758)
- Ptyas nigromarginata (Blyth, 1854)

## Publication originale
- Fitzinger, 1843 : Systema Reptilium, fasciculus primus, Amblyglossae. Braumüller et Seidel, Wien, p. 1-106. (texte intégral).